# تاريخ البرتغال

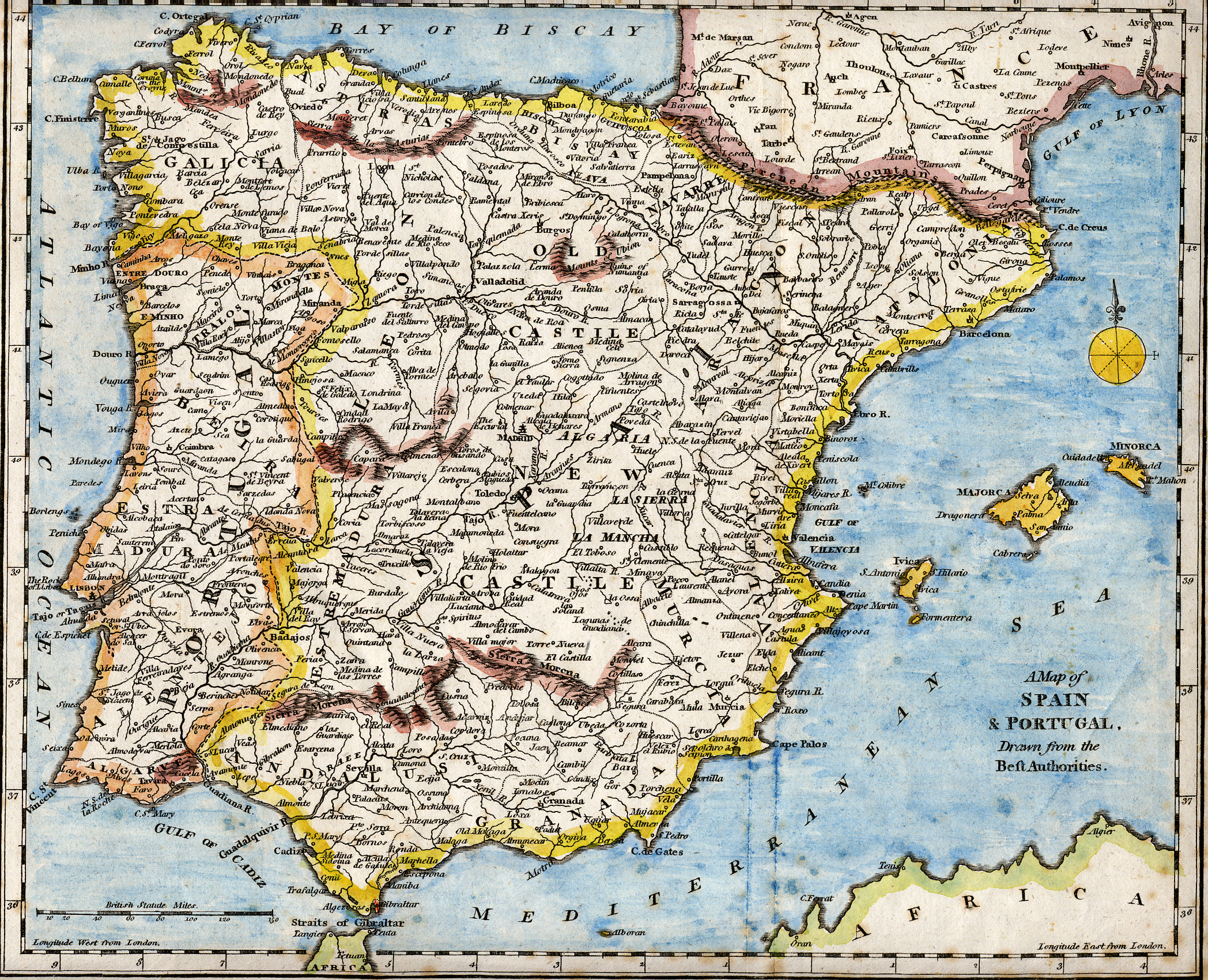
خريطة شبه جزيرة آيبيريا، تعود لعام 1794

شهد تاريخ البرتغال على مر القرون فتح لوسيتانيا ودمار القوة القرطاجية على أيدي روما، وتأسيس الحضارة اللاتينية في شبه جزيرة أيبيريا، والحملات من قبل الآلانيين والسوفيين والمسلمين، وإعادة الاستيطان تحت حكم القوط الغربيين وسقوطهم على أيدي المسلمين الفاتحين لشبه الجزيرة الأيبيرية.
كانت شبه جزيرة أيبيريا تمثل موطناً واحداً، وتاريخا مشتركا ما بين البرتغال وإسبانيا. أراد بعض الكتاب البرتغاليين ربط عرقهم بلوسيتانيا القديمة، وقد اقترحوا بأن لتاريخهم وجود منفصل ومستمر منذ القرن الثاني قبل الميلاد. اعتبرت ثورة لوسيتانيا ضد الإمبراطورية الرومانية توضيحاً مبكراً لحب البرتغاليين للحرية، ويعتبر قائدهم فيرياثيس بطلاً وطنياً. رغم ذلك، تعتبر هذه النظرية التي أديمت تحت عنوان اللوسياد، غير مؤكدة تأريخياً حالياً.
في عام 1095 كانت البرتغال إقطاعية حدودية من مملكة ليون. أراضيها بعيدة عن مراكز الحضارة الأوروبية، والتي تتضمن بشكل كبير الجبال والأراضي البرية والغابات.
الاسم "Portucelia" مشتق من الميناء الصغير «بورتوس كال» أو «فيلا نوفا دي غايا»، وهو الآن ضاحية من أوبورتو، ويقع في وسط دورو. السكان المحاطون من قبل أعدائهم المورس ومنافسينهم الإسبان، والمشغولون بالحرب الأهلية، اشتقوا أساسيات حضارتهم من المصادر اللاتينية والإغريقية والسلتية التي امتلكوها. انطلاقاً من تلك البدايات الغامضة، نهضت البرتغال في خلال أربعة قرون لتكون من إحدى أعظم القوات البحرية والتجارية والإستعمارية في أوروبا والعالم كله.
يمكن تقسيم مراحل التاريخ البرتغالي إلى 11 فترة:
1. بين عامي 1095 و 1279 تأسست المملكة البرتغالية وتمددت حتى وصلت إلى حدودها القارية الحالية.
2. بين عامي 1279 و 1415 تعزز الحكم الملكي تدريجياً بالرغم من مقاومة ذلك من قبل الكنيسة والنبلاء ومملكة قشتالة المنافسة لها.
3. في 1415 بدأت فترة الحملات الصليبية والاكتشافات، ومن بين ذلك اكتشاف الطريق المحيطي نحو الهند (1497 — 1499).
4. من 1499 إلى 1580 أسسوا البرتغاليون إمبراطورية امتدت من البرازيل غربا إلى جزر الملوك شرقاً، ووصلت إلى قمة ازدهارها إلى أن دخلت فترة السقوط السريع.
5. حكم الملوك الإسبان البرتغال من 1581 إلى 1640.
6. الحدث الرئيسي من عام 1640 إلى 1755 كان الاستقلال عن إسبانيا وإعادة الحكم الملكي البرتغالي.
7. بين عامي 1755 و 1826 تم إصلاح بومبال والحرب شبه الجزيرية لتهييئ البلاد للتغيير من الحكم المطلق إلى الملكية الدستورية.
8. من 1826 إلى 1910، كانت البرتغال عبارة عن ملكية دستورية.
9. في 1910 سقطت الملكية وتأسست الجمهورية.
10. من 1926 إلى 1974 كانت البرتغال تحت النظام الدكتاتوري.
11. في 1974 تم تأسيس النظام الديمقراطي فيها.

يمكن تتبع تاريخ البرتغال إلى ما يعود لنحو 400 ألف عام، حين كان يقطن البرتغال الحالية إنسان هايدلبيرغ. إذ اكتُشفت أقدم جمجمة أحفورية بشرية في كهف أرويرا في ألموندا. في وقت لاحق انتشر النياندرتال في شبه الجزيرة الأيبيرية الشمالية. وقد وصل الإنسان العاقل إلى البرتغال منذ نحو 35000 عام.
عاشت القبائل ما قبل الكلتية مثل الكاينتس في منطقتي الغرب (ألغارفي) وألنتيجو الدنيا قبل القرن السادس قبل الميلاد، وأنشأت مدينة تارتيسوس واللغة التارتيسية المكتوبة، وقد تركت وراءها العديد من اللوحات التذكارية في جنوب البلاد. في وقت مبكر من الألفية الأولى قبل الميلاد، غزت موجات الكلت القادمة من أوروبا الوسطى المنطقة وتزاوجوا مع السكان المحليين لتنشأ إثر ذلك عدة جماعات عرقية والكثير من القبائل. وبصورة مجملة يمكن تعقب وجودهم من خلال الأدلة الأثرية واللغوية. على الرغم من أنهم سيطروا على جزء كبير من المنطقة الشمالية والوسطى، إلا أنهم لم يتمكنوا من الاستيطان في الجنوب، الذي احتفظ بطابعه غير الهندو-أوروبي حتى الغزو الروماني. وقد أسس الفينيقيون القرطاجيون بعض المستوطنات الساحلية الصغيرة شبه الدائمة على الساحل الجنوبي.
استمر الغزو الروماني في القرن الثالث قبل الميلاد لعدة قرون، وأسست المقاطعتان الرومانيتان لوسيتانيا في الجنوب وغالايسيا في الشمال. تشمل المواقع الرومانية العديدة أعمال الهندسة والحمامات والمعابد والجسور والطرق والسيرك والمسارح ومنازل العامة والعملات المعدنية والتوابيت والسيراميك. وكما كان الحال في بقية أنحاء أوروبا الغربية، تراجعت الحياة الحضرية بشكل كبير خلال العصور المظلمة عقب سقوط روما. وسيطرت القبائل الجرمانية (التي أشار إليها الرومان باسم البرابرة) على المنطقة بين القرنين الخامس والسابع. حيث قامت مملكة السويبيين في براغا ومملكة القوط الغربيين في الجنوب. وفي ظل حكم القوط الغربيين برزت طبقة جديدة، وهي طبقة النبلاء، التي لعبت دورًاً اجتماعيًاً وسياسيًا كبيرًا خلال العصور الوسطى. وبدأت الكنيسة أيضًا بلعب دور مهم للغاية داخل الدولة، ولكن بسبب عدم إلمام القوط الغربيين باللاتينية، فقد استمر الأساقفة الكاثوليك بنظام الحكم الروماني. وبدأ رجال الدين يظهرون كطبقة رفيعة المستوى.
في عام 711، غزت الخلافة الأموية الإسلامية مملكة القوط الغربيين، وكانت تضم البربر من شمال إفريقيا والعرب من الشرق الأوسط بالإضافة إلى مسلمين آخرين من جميع أنحاء العالم الإسلامي، ثم أسسوا دولة الأندلس الإسلامية. تسيد الأمويون أيبيريا وتقدموا في فرنسا حتى معركة بلاط الشهداء (732)، لكنهم استمروا في أيبيريا حتى سقوط مملكة غرناطة (إسبانيا) في عام 1492. لكن لشبونة وغرب الأندلس وبقية ما يشكل البرتغال، أعيد احتلالها في أوائل القرن الثاني عشر. وفي نهاية القرن التاسع، نشأت مقاطعة صغيرة في منطقة بورتوس كالي تحت حكم الملك ألفونسو الثالث من أستورياس، وبحلول القرن العاشر، أصبح الكونتات يعرفون باسم (دوق البرتغال الكبير)، وقُسمت مملكة أستورياس لاحقًا بحيث أصبحت «البرتغال» الشمالية جزءًا من مملكة ليون.
باعتبارها تابعة لمملكة ليون، نمت سلطة البرتغال وأراضيها، وحصلت لفترات على الاستقلال الفعلي خلال أوقات ضعف حكم مملكة ليون. في عام 1071، أُعلن غارسيا الثاني ملك جليقية ملكًا للبرتغال، وفي عام 1095، انفصلت البرتغال عن مملكة جليقية. وفي نهاية القرن الحادي عشر، أصبح الفارس البورغندي هنري كونتًا للبرتغال ودافع عن استقلالها عن طريق دمج كونتية البرتغال وكونتية قلمرية. كما أعلن ابن هنري أفونسو هنريك نفسه أميرًا للبرتغال في 24 يونيو 1128 وملكًا للبرتغال عام 1139. وفي عام 1179 اعترف مرسوم بابوي رسمياً بأفونسو الأول كملك. وقد غزا الموريون الغرب في عام 1249، وفي عام 1255 أصبحت لشبونة العاصمة. وقد بقيت حدود البرتغال البرية دون تغيير تقريبًا منذ ذلك الحين. خلال عهد الملك جون الأول، هزم البرتغاليون القشتاليين في حرب لأجل العرش (1385) وأنشأوا تحالفًا سياسيًا مع إنجلترا (بموجب معاهدة وندسور عام 1386) استمر حتى يومنا هذا.
في أواخر العصور الوسطى، في القرنين الخامس عشر والسادس عشر، ارتقت البرتغال إلى مكانة قوة عالمية خلال «عصر الاستكشاف» في أوروبا حيث بنت إمبراطورية شاسعة، وقد تضمنت هذه الإمبراطورية أجزاء من أمريكا الجنوبية وأفريقيا وآسيا وأوقيانوسيا. على مدار القرنين التاليين، احتفظت البرتغال بمعظم مستعمراتها، ولكنها فقدت الكثير من ثروتها ومكانتها بشكل تدريجي، حيث استحوذ الهولنديون والإنجليز والفرنسيون على نصيب متزايد من تجارة التوابل والعبيد من خلال محاصرة أو احتلال المراكز التجارية والأراضي البرتغالية المنتشرة على نطاق واسع. ثم بدأت علامات التراجع العسكري بمعركتين مأسويتين: معركة وادي المخازن (أو معركة الملوك الثلاثة) في المغرب عام 1578 ومحاولة إسبانيا الفاشلة لغزو إنجلترا عام 1588 عن طريق الأرمادا الإسبانية (الأسطول)، إذ كانت البرتغال آنذاك في اتحاد أسري مع إسبانيا وساهمت بتقديم السفن لأسطول الغزو الإسباني. وقد ضعفت البلاد أكثر من خلال تدمير جزء كبير من عاصمتها في زلزال عام 1755، والاحتلال خلال الحروب النابليونية، وفقدان أكبر مستعمرة لها وهي البرازيل في عام 1822. ومن منتصف القرن التاسع عشر إلى أواخر خمسينيات القرن العشرين، غادر ما يقرب من مليوني برتغالي البرتغال للعيش في البرازيل والولايات المتحدة.
في عام 1910، قامت ثورة أسقطت الملكية. في وسط الفساد وقمع الكنيسة، ودولة شبه مفلسة، أدى انقلاب عسكري في عام 1926 إلى تثبيت دكتاتورية استمرت حتى انقلاب آخر في عام 1974. وقد أسست الحكومة الجديدة لإصلاحات ديمقراطية شاملة ومنحت الاستقلال لجميع المستعمرات البرتغالية في أفريقيا في عام 1975. وكانت البرتغال عضوًا مؤسسًا في منظمة حلف شمال الأطلسي (الناتو)، ومنظمة التعاون الاقتصادي والتنمية (أو إي سي دي)، ورابطة التجارة الحرة الأوروبية (الإفتا). ودخلت السوق الأوروبية المشتركة (الاتحاد الأوروبي الآن) في عام 1986.

## أصل التسمية
كلمة البرتغال مشتقة من اسم مكان روماني كلتي اسمه بورتوس كالي. إذ كان كالي (أو كايلاخ) اسم إله كلتي، واسم مستوطنة مبكرة تقع عند مصب نهر دويرة (فيلا نوا دغايا الحالية)، والذي يجري إلى المحيط الأطلسي في شمال ما يعرف الآن بالبرتغال. ونحو عام 200 قبل الميلاد، أخذ الرومان شبه الجزيرة الأيبيرية من القرطاجيين خلال الحرب البونيقية الثانية، وفي نفس الوقت غزوا كالي وأعادوا تسميتها لتصبح بورتوس كالي (ميناء كالي). وخلال العصور الوسطى، أصبحت المنطقة المحيطة ببورتوس كالي معروفة من قبل السويبيين والقوط الغربيين باسم بورتوكالي.
تطور اسم بورتوكالي إلى بورتوغالي خلال القرنين السابع والثامن، وبحلول القرن التاسع استخدم هذا المصطلح على نطاق واسع للإشارة إلى المنطقة الواقعة بين نهري دويرة ومينهو، حيث يتدفق نهر مينهو على طول ما سيصبح الحدود الشمالية بين البرتغال وإسبانيا. وبحلول القرنين الحادي عشر والثاني عشر، كان يشار إلى البرتغال باسمها الحالي.
أصل الكلمة الدقيق لـ (كالي) غامض إلى حد ما، على الرغم من أن الأصل الأكثر منطقية يشير إلى أن كالي اسم كلتي، كما العديد من الأسماء الأخرى الموجودة في المنطقة. لكن في الواقع، فإن كلمة كالي cale أو كالا cala تعني ميناء أو مدخل أو مرفأ، ما يدل على وجود ميناء كلتي أقدم. بالإضافة لذلك، فإن معنى كلمة الميناء في اللغة الغالية (الإيرلندية) الحالية هو في الواقع «كالا». ويجادل البعض أن أصل الكلمة يعود إلى غالايسيا، وهو اشتقاق كلتي أيضًا. وهناك نظرية أخرى تدعي أن الكلمة مشتقة من كالادونوم Caladunum.
في أي حال، استخدمت كلمة Portu في كلمة Portucale كأساس لتسمية بورتو، وهو الاسم الحديث للمدينة التي تقبع على موقع مدينة كالي القديمة عند مصب نهر دويرة. وأصبح بورت هو الاسم الإنجليزي للنبيذ الذي يجري إنتاجه فعليًا في الداخل، في منطقة وادي دويرة العليا، لكن يُصدر عبر بورتو. وينعكس اسم كالي اليوم في فيلا نوا دغايا، وهي مدينة تقع على الضفة الجنوبية للنهر.

## بدايات التاريخ

### عصور ما قبل التاريخ
كانت منطقة البرتغال الحالية مأهولة بالبشر منذ نحو 400,000 عام، عندما دخل إنسان هايدلبيرغ إلى المنطقة. تعتبر جمجمة أرويرا 3 العائدة لإنسان هايدلبيرغ والتي يقدر عمرها بنحو 400,000 عام أقدم أحفورة بشرية عُثر عليها في البرتغال، واكتُشفت في كهف أرويرا عام 2014. لاحقًا، جاب إنسان نيادرتال شبه الجزيرة الإيبيرية الشمالية وعُثر على سنِّ في كهف نوفا دا كولومبيرا في إستريمادورا. وصل الإنسان العاقل العاقل إلى البرتغال منذ نحو 35,000 عام وانتشر بسرعة في جميع أنحاء البلاد.
استقرت قبائل ما قبل الفترة القلطية في البرتغال مخلفةً بصمة ثقافية بارزة. وضع السينتيس لغة مكتوبة وتركوا العديد من اللوحات الحجرية المنقوشة، التي وجدت بشكل خاص في جنوب البرتغال.
في بداية الألفية الأولى قبل الميلاد، غزت عدة موجات من قبائل القلط البرتغال من أوروبا الوسطى وتزاوجت مع السكان المحليين لتشكل مجموعات إثنية عديدة مختلفة، تشعبت إلى عدة قبائل. بشكل عام، يمكن تتبع وجود القلط في البرتغال من خلال الأدلة الأثرية واللغوية. سيطروا على جزء كبير من شمال ووسط البرتغال؛ لكن في الجنوب، لم يتمكنوا من إقامة معقل لهم، إذ احتفظ بطابعه المغاير للطابع الهندي الأوروبي حتى الغزو الروماني. في جنوب البرتغال، أنشأ الفينيقيون القرطاجيون بعض المستوطنات الساحلية التجارية الصغيرة شبه الدائمة.

### التاريخ القديم
سكنت العديد من شعوب شبه الجزيرة الإيبيرية قبل عهد الرومان المنطقة حتى جاء الغزو الروماني في القرن الثالث قبل الميلاد. استغرقت رومنة هسبانيا عدة قرون. كانت لوسيتانيا في الجنوب وغاليسيا في الشمال الأقاليم الرومانية التي شملت البرتغال الحالية.
تنتشر العديد من المواقع الرومانية حول البرتغال الحالية. بعض الآثار الحضرية كبيرة جدًا، مثل كونمبريغا وميروبريغا. هناك العديد من الأعمال الهندسية المحفوظة في جميع أنحاء البلاد، مثل الحمامات والمعابد والجسور والطرق وحلبات الترفيه والمسارح ومنازل العامة. يوجد أيضًا العديد من العملات المعدنية والتوابيت والخزفيات.
بعد سقوط روما، سيطرت مملكة السويبيين ومملكة القوط الغربيين على المنطقة بين القرنين الخامس والثامن.

## الرومنة
بدأت الرومنة مع وصول الجيش الروماني إلى شبه الجزيرة الإيبيرية عام 218 قبل الميلاد خلال الحرب البونيقية الثانية ضد قرطاج. سعى الرومان إلى غزو لوسيتانيا، وهي منطقة شملت كل البرتغال الحالية جنوب نهر دورو ومنطقة إكستريمادورا الإسبانية، مع عاصمتها إمريتا أوغوستا (ميريدا الآن).
كان التعدين العامل الأساسي الذي جعل الرومان مهتمين بغزو المنطقة: كان قطع وصول القرطاجيين إلى مناجم النحاس والقصدير والذهب والفضة الإيبيرية أحد الأهداف الاستراتيجية لروما. استغل الرومان بشكل مكثف مناجم مدينة ألجسترال (فيباسكا) وسانتو دومينغو في حزام البيريت الإيبيري الذي يمتد إلى إشبيلية.
في حين احتل الرومان جنوب ما يعرف اليوم البرتغال بسهولة نسبيًا، إلا أن غزو الشمال أُحرز بصعوبة بسبب مقاومة القلط واللوسيتانيين بقيادة فيرياتوس من خلال سلسلة جبال سيرا دا إستريلا، إذ تمكن فيرياتوس من ردع التوسع الروماني لسنين عديدة. شن فيرياتوس، راعٍ من سيرا دا إستريلا، خبيرٌ في تكتيكات حرب العصابات، حربًا لا هوادة فيها على الرومان، وهزم العديد من الجنرالات الرومان المتعاقبين، حتى اغتيل عام 140 قبل الميلاد على يد خونة اشتراهم الرومان. لطالما أُشيد بفيرياتوس باعتباره أول شخصية بطولية حقيقية في تاريخ البرتغال البدائية. مع ذلك، فقد كان مسؤولًا عن غارات على أجزاء مأهولة بكثافة في جنوب البرتغال ولوسيتانيا، إذ انطوت هذه الغارات على التضحية بالسكان وإيذائهم.
اكتمل غزو شبه الجزيرة الإيبيرية بعد قرنين من وصول الرومان، وذلك باحتلالهم كانتبري وأشتورية وغاليسيا في الحروب الكانتبرية في عهد الإمبراطور أغسطس (19 قبل الميلاد). في عام 74 بعد الميلاد، منح فسبازيان الحقوق اللاتينية لمعظم بلديات لوسيتانيا. في 212 ميلادي، أعطى المرسوم الأنطوني المواطنة الرومانية لجميع رعايا الإمبراطورية وفي نهاية القرن أنشأ الإمبراطور ديوكلتيانوس إقليم غاليسيا، الذي يشمل في العصر الحديث شمال البرتغال، وعاصمته براكارا أوغوستا (الآن براغا). بالإضافة إلى التعدين، طور الرومان الزراعة أيضًا، في بعضٍ من أفضل الأراضي الزراعية في الإمبراطورية. في ما يعرف اليوم ألنتيجو، زُرعت الكروم والحبوب، وبدأ العمل بالصيد على نحو مكثف في الحزام الساحلي لمنطقة الغرب وبوفوا دي فارزيم وماتوسينهوس وترويا وساحل لشبونة من أجل صناعة الغاروم الذي صُدر عبر الطرق التجارية إلى الإمبراطورية بأكملها. أُتيحت التعاملات التجارية من خلال العملات المعدنية وبناء شبكة طرق واسعة وجسور وقنوات مائية، مثل جسر تراجان في أكواي فلافيا (الآن تشافيس).
وفر الحكم الروماني إمكانية التنقل الجغرافي لسكان البرتغال وزاد من تفاعلهم مع بقية العالم ومحليًا أيضًا. غالبًا ما خدم الجنود في مناطق مختلفة واستقروا في نهاية المطاف بعيدًا عن مسقط رأسهم، في حين أدى نمو التعدين إلى تشجيع الهجرة إلى مناطقه. أسس الرومان العديد من المدن، مثل أوليسيبو (لشبونة) وبراكارا أوغوستا (براغا) وأمينيوم (كويمبرا) وباكس يوليا (بيجا)، وتركوا إرثًا ثقافيًا مهمًا في ما يعرف اليوم بالبرتغال. أصبحت اللغة اللاتينية العامية (أساس اللغة البرتغالية) اللغة السائدة في المنطقة، وانتشرت المسيحية في جميع أنحاء لوسيتانيا من القرن الثالث.

## الغزوات الجرمانية
في عام 409، ومع تدهور الإمبراطورية الرومانية، احتلت القبائل الجرمانية، التي أشار إليها الرومان بالبرابرة، شبه الجزيرة الإيبيرية. في عام 411، بعقد اتحاد مع الإمبراطور هونوريوس، استقرت العديد من هذه الشعوب في هسبانيا. تشكلت مجموعة مهمة من السويبيين والوندال في غاليسيا، والتي أسست المملكة السويبية مع عاصمتها براغا. جاؤوا للسيطرة على أمينيوم (كويمبرا) أيضًا، وكان هناك قوط غربيون في الجنوب. كان السويبيون والقوط الغربيون أكثر القبائل الجرمانية التي استمر وجودها في الأراضي المطابقة للبرتغال الحديثة. كما هو الحال في أماكن أخرى من أوروبا الغربية، تدهورت الحياة الحضرية بشكل حاد خلال العصور المظلمة.
تلاشت الأنظمة الرومانية في أعقاب الغزوات الجرمانية باستثناء المنظمات الكنسية التي رعاها السويبيون في القرن الخامس وتبناها القوط الغربيون بعد ذلك. على الرغم من أن السويبيون والقوط الغربيون كانوا في البداية أتباع للآريوسية والبريسليانية، إلا أنهم اعتنقوا الكاثوليكية من السكان المحليين. كان القديس مارتن من براغا مبشرًا ذو تأثير خاص في ذلك الوقت.
في عام 429، تحرك القوط الغربيون إلى الجنوب لطرد الألان والوندال وأسسوا مملكةً عاصمتها توليدو. من عام 470، تصاعد الصراع بين السويبيين والقوط الغربيين. في عام 585، غزا ملك القوط الغربيين، ليوفيغيلد، براغا وضمها إلى غاليسيا. منذ ذلك الوقت، وُحدت شبه الجزيرة الإيبيرية تحت حكم مملكة القوط الغربيين.
مع استيطان القوط الغربيين في المملكة المشكلة حديثًا، ظهرت طبقة جديدة لم تكن معروفة في العصر الروماني: طبقة النبلاء، التي لعبت دورًا اجتماعيًا وسياسيًا هائلًا خلال العصور الوسطى. وفي ظل حكم القوط الغربيين، بدأت الكنيسة تلعب دورًا مهمًا للغاية داخل الدولة. نظرًا لأن القوط الغربيين لم يتعلموا اللاتينية من السكان المحليين، فقد اضطروا إلى الاعتماد على الأساقفة الكاثوليك لمواصلة نظام الحكم الروماني. وهكذا اتُبعت القوانين التي وضعت خلال حكم القوط الغربيين من قِبل مجالس الأساقفة، وبدأ رجال الدين يبرزون بوصفهم طبقة رفيعة لمستوى.   